# SNCF X 2400

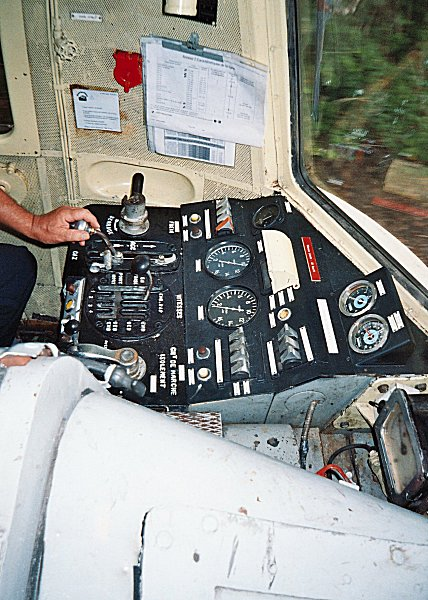
Führerstand des X 2426

Die Baureihe X 2400 der französischen Staatsbahn SNCF ist ein Dieseltriebwagen, der in einer Anzahl von 79 Stück zwischen 1951 und 1955 gebaut wurde. Die Fahrzeuge boten Platz für 12 Reisende in der 1. und 56 Reisende in der 2. Klasse, waren 27 m lang und erreichten eine Höchstgeschwindigkeit von 120 km/h. Die Triebwagen wurden oft mit Beiwagen anderer Einheiten zusammengekuppelt.
Die Inbetriebnahme der 2 × 300 PS starken Fahrzeuge ging einher mit der Inbetriebnahme der Baureihen X 5500 sowie X 5800 Mobylettes mit 150 PS und der Baureihe X 3800 Picasso mit 300 PS. So konnte nach dem Zweiten Weltkrieg der Fahrzeugpark an Schienenbussen und Verbrennungstriebwagen der SNCF aus der Vorkriegszeit grundlegend mit drei einheitlichen Baureihen verschiedener Leistungsklassen erneuert werden. Ebenso erleichterten diese Verbrennungstriebwagen die Ablösung der Dampftraktion.
Die Baureihe war zuerst in Limoges beheimatet und wurde, mit Beiwagen der Reihe XR 8000 gekuppelt, auf den Linien im Zentralmassiv eingesetzt. Dort gesellte sich bald die Reihe X 2800 hinzu, die zwar nur einen Motor besaß, dafür aber stärker war.
Da die Wartungskosten für die Reihe X 2400 höher waren als für die Reihe X 2800, wurde diese nach Rennes verlegt. Bis 1989 wurden die X 2400 durch die Reihen X 2100 und X 2200 abgelöst.
Der X 2464 wurde 1988 aus dem Umlauf genommen und in einen Messzug umgebaut. Er wurde in die Corail-Farben Dunkelgrau, Orange und Weiß umlackiert. Zehn Fahrzeuge sind insgesamt erhalten geblieben.
Die Reihe X 2400 wurde in zwei Varianten gebaut:
- XABDP 2401 bis 2469 mit einem Gewicht von 43 t und zwei 517G-Renault-Motoren mit einer Leistung von je 250 kW (330 PS).
- XABDP 2470 bis 2479 mit einem Gewicht von 44,5 t und zwei Saurer-Motoren mit einer Leistung von je 235 kW (320 PS).

## Erhaltene Fahrzeuge

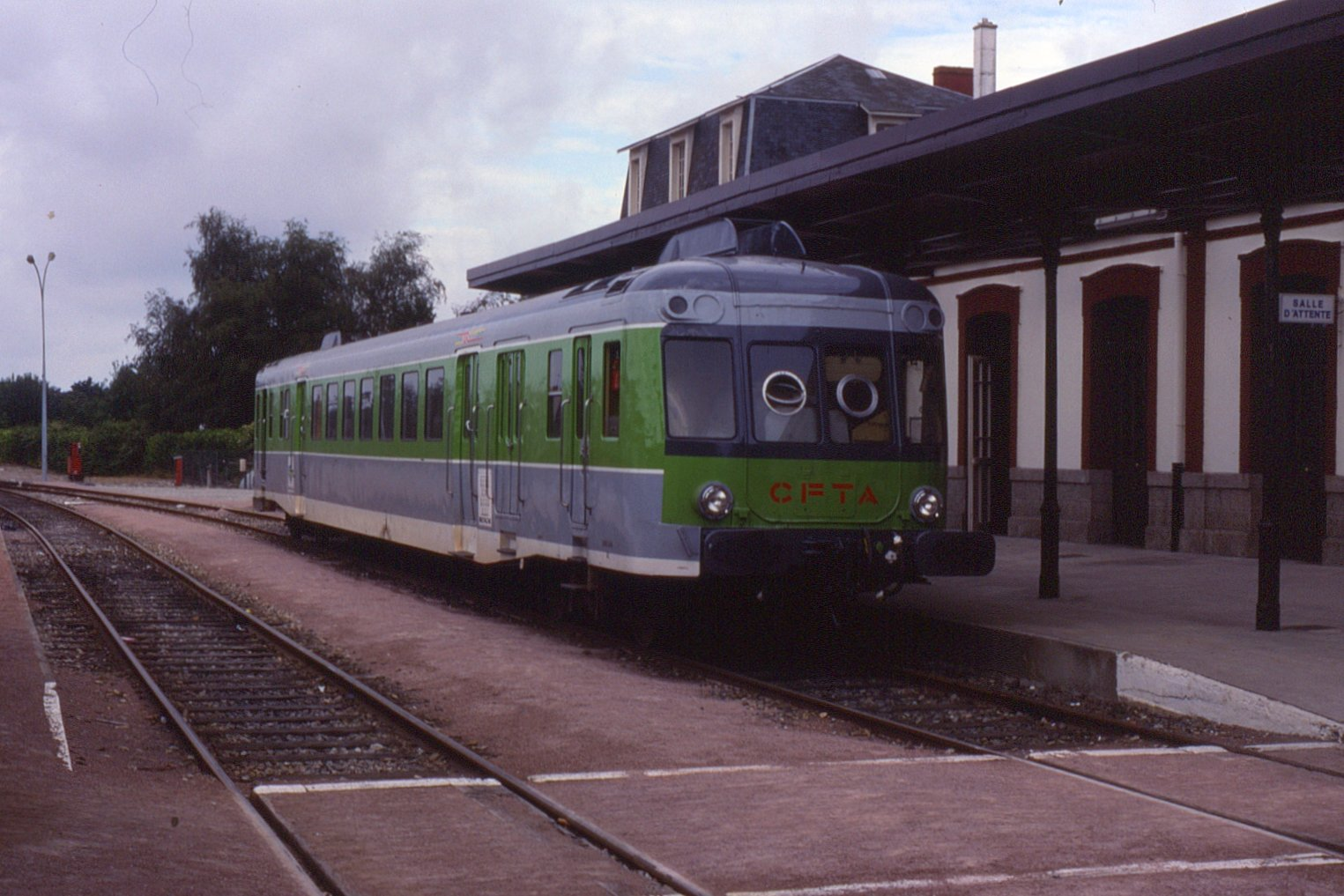
X 2416 der CFTA im Bahnhof Carhaix, 1990

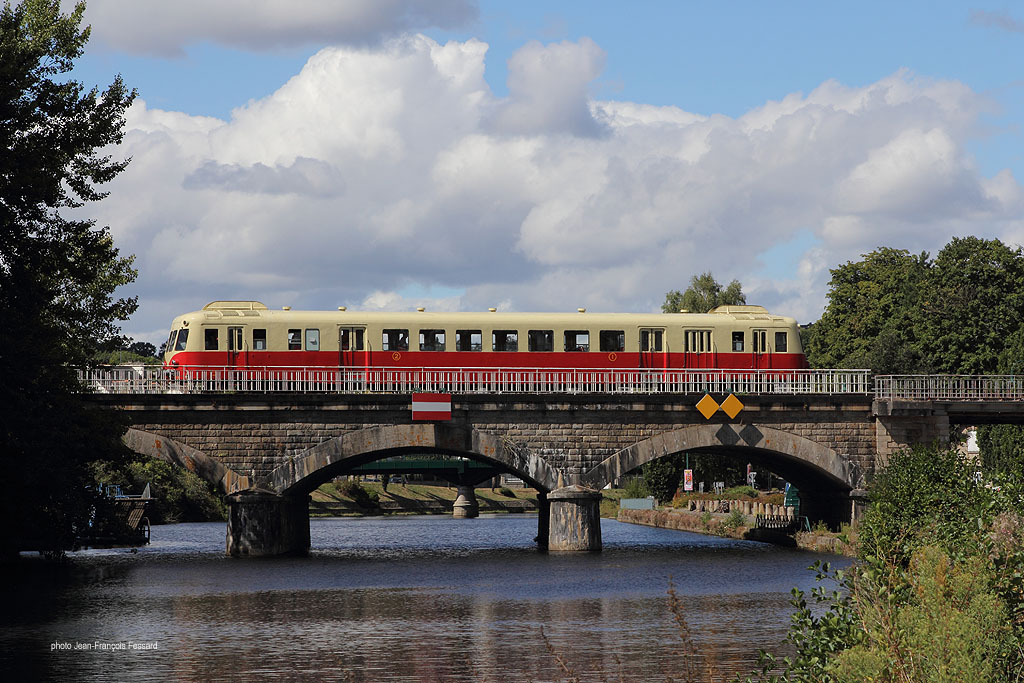
X 2403 auf der Brücke über den Blavet in Pontivy, 2013

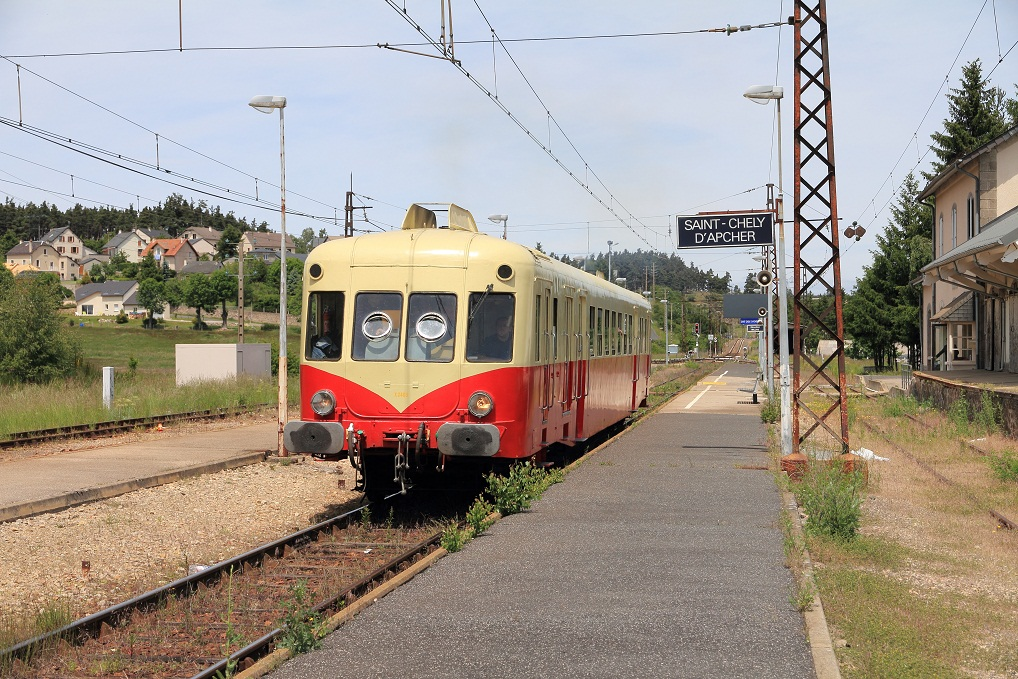
X 2403 im Bahnhof Saint-Chély-d’Apcher, 2011

- X 2402: in Les Hôpitaux-Neufs, CFT Pontarlier-Vallorbe
- X 2403: in Nîmes, verwahrt von den Chemins de Fer de la Haute-Auvergne (CFHA, Betreiberin der Museumsstrecke Bort-les-Orgues–Neussargues).[1]
- X 2416: in Carhaix-Plouguer, CFTA
- X 2419: in Vendôme, verkehrt für die CFT vallée du Loir zwischen Thoré-la-Rochette und Troo
- X 2423: in Loudéac, bei den Chemins de fer du Centre-Bretagne (CFCB) seit Juni 2005
- X 2425: in Estivareilles, Chemin de Fer du Haut Forez seit April 2006
- X 2426: in Les Hôpitaux-Neufs, Chemin de fer touristique Pontarlier-Vallorbe  (Coni’Fer). Ursprünglich vom Train Touristique du Cotentin betrieben, 1995 an PontAuRail in Pont-Audemer und dann an die CF Touristique du Rhin verkauft, seit Dezember 2006 bei dem jetzigen Eigentümer.
- X 2429: in Carhaix-Plouguer, CFTA
- X 2464: als Messzug bis Oktober 2010 im Dienst der SNCF, seitdem außer Betrieb
- X 2475: in Saint-Étienne (Museum)

Das Fahrzeug X 2448, zunächst in Saint-Amand-les-Eaux (AAMCS) stationiert, wurde aufgrund des schlechten Erhaltungszustands bis Februar 2009 verschrottet. Einzelne Teile wurden für den X 2403 wiederverwendet. Der X 2468 wurde im September 2009 in Culoz zur Ersatzteilgewinnung zerlegt. Vorher in Attigny stationiert, wurde das Fahrzeug von der CFT Sud des Ardennes 2007 abgegeben.